# Orchestral Manoeuvres in the Dark
Orchestral Manoeuvres in the Dark (OMD) jsou anglická elektronická kapela, kterou v roce 1978 v Meols v Merseyside založil Andy McCluskey (zpěv, baskytara) a Paul Humphreys (klávesy, zpěv). Jsou považovaní za průkopníky elektronické hudby, kombinovali experimentální, minimalistický étos s popovým cítěním a stali se klíčovými postavami při vzniku synth popu. McCluskey a Humphreys v britské populární hudbě také představili formát „synth duo“. Ve Spojených státech se kapela objevila v rané fázi Druhé britské invaze, kterou vedla MTV.
McCluskey a Humphreys vedli v letech 1977 až 1978 skupinu Id, která byla předchůdcem OMD, a v roce 1979 znovu nahráli svou skladbu „Electricity“ jako debutový singl OMD. Kapela která přežila image „nemoderních“ a jistou míru nepřátelství ze strany hudebních kritiků a dosáhla popularity v celé Evropě s protiválečnou písní „Enola Gay“ z roku 1980 a další uznání získala prostřednictvím alba Architecture & Morality (1981) a jeho tří hitů. Ačkoli bylo album Dazzle Ships (1983) později přehodnoceno, bylo vnímáno jako příliš experimentální a narušilo evropskou podporu. OMD přijali rádiově přátelštější zvuk na albu Junk Culture (1984); tato změna směru vedla k většímu úspěchu v USA a přinesla hity včetně „If You Leave“ (z filmu Pretty in Pink z roku 1986).
V roce 1989 Humphreys a dlouholetí členové skupiny Martin Cooper (klávesy, saxofon) a Malcolm Holmes (bicí) odešli, aby založili odtrženou kapelu Listening Pool, čímž McCluskey zůstal jediným členem OMD. Skupina se vrátila v nové sestavě a prozkoumala žánr dance-pop: album Sugar Tax (1991) a jeho první singly se staly hity v Evropě. OMD se poté začala potácet uprostřed kytarově orientovaného grunge a britpopu a nakonec se v roce 1996 rozpadla. McCluskey později založil dívčí skupinu Atomic Kitten, pro kterou působil jako hlavní skladatel a producent, zatímco Humphreys založil duo Onetwo po boku zpěvačky Claudie Brücken z Propagandy.
V roce 2006 se OMD znovu dala dohromady, McCluskey a Humphreys se vrátili k experimentálnějšímu prostředí své rané tvorby. Kapela dosáhla 14 umístění v top 20 britské hitparády UK Albums Chart a celosvětově prodala 40 milionů desek. Jejich tvorba ve 20. století přinesla 18 umístění v top 40 britské hitparády Singles Chart a čtyři umístění v top 40 americké hitparády Billboard Hot 100. OMD jsou popisovaní jako jedna z nejvlivnějších synthpopových kapel v historii a inspirovali mnoho umělců napříč různými žánry a obory. V roce 2015 skupina založila svou nejtrvalejší sestavu, kdy McCluskeyho a Humphreyse doplnili Cooper a Stuart Kershaw (bicí).

## 1978–1989

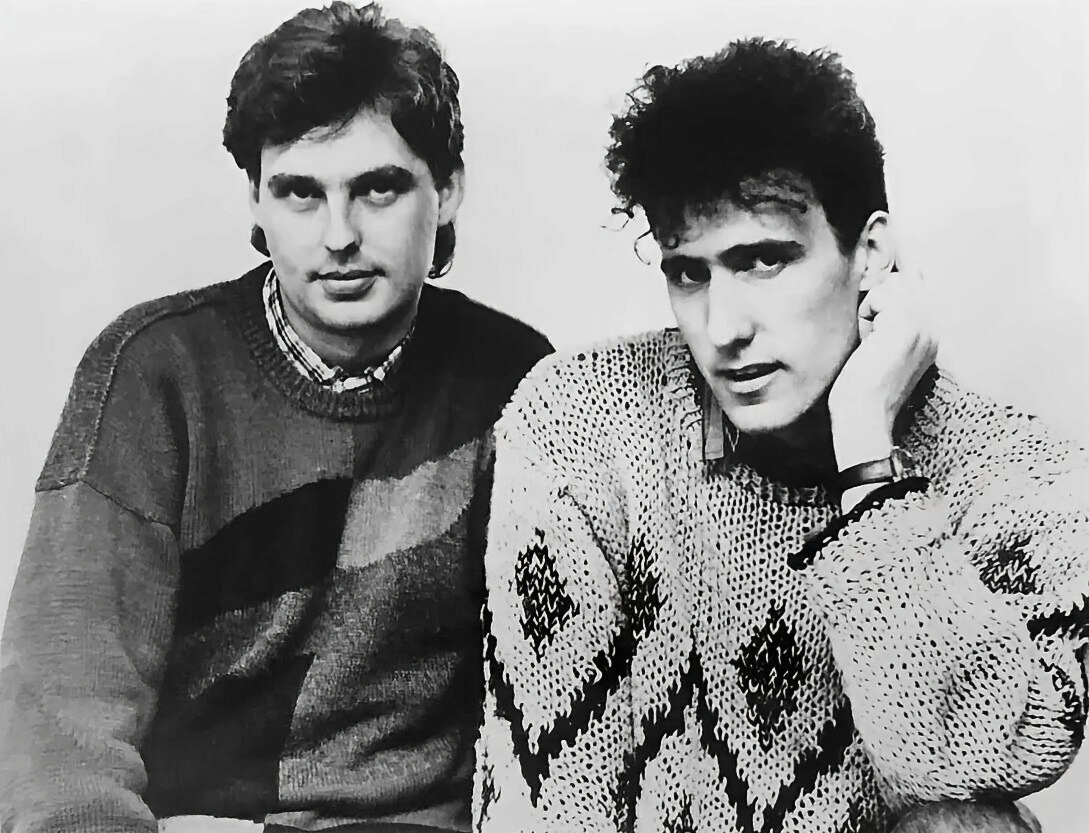
Zakladatelé Paul Humphreys (vlevo) a Andy McCluskey roku 1985

Skupinu v roce 1978 založili Andy McCluskey a Paul Humphreys. Později se k nim koncem roku 1980 přidali bubeník Malcolm Holmes a multiinstrumentalista Martin Cooper. V České republice existuje pověst, že v roce 1983 skupina navštívila ČSSR, konkrétně tři továrny Tesly – závody Přelouč, Pardubice a Litovel. Zpěvák a baskytarista Andy McCluskey tuto skutečnost v rozhovoru v roce 2023 popřel.
Po úspěchu druhé a třetí desky vydali OMD experimentální album Dazzle Ships, které mj. obsahuje i samply ze zahraničního vysílání československého rozhlasu. Tato deska byla však komerčně neúspěšná, což v kapele vyvolalo paniku a způsobilo vědomý příklon k mainstreamovému popu. Následující alba byla skladatelsky, aranžérsky i zvukově méně propracovaná. I tak ale zůstala kapela stále populární. V roce 1984 přijímá kapela další dva členy, čímž se rozrůstá na sextet a pro účely některých skladeb získává plnohodnotnou dechovou sekci.

Za vydávání alb v polovině osmdesátých let stála často i výrazná finanční motivace. Tuto dobu okomentoval v rozhovoru pro Huffington Post frontman kapely Andy McCluskey:
„Bohužel jsme neměli žádný dlouhodobý plán. Většinou jsme žili z ruky do huby. Podepsali jsme nahrávací smlouvu s dceřinou společností Virgin Records v roce 1979, ještě když jsme byly teenageři. Honoráře byly otřesně nízké. Sice jsme prodali miliony desek, ale vydělávali jsme pár drobných. Nestěžuju si, protože jsme byli rádi, že můžeme točit desky. Nedělali jsme desky, abychom se stali milionáři, jenže ve finále jsme byli neustále bez peněz.
Pak jsme začali hrát po Americe, kde jsme se snažili prorazit, což nás stálo spoustu peněz. Dostali jsme se do bludného kruhu. Byli jsme na turné devět měsíců a utratili jsme víc, než jsme vydělali. Nahrávací společnost nám řekla: „Hej, moc rádi bychom před Vánoci chtěli novou desku.“ A náš manažer zase: „Jo, ale musíte si vzít zálohu, protože jste švorc.“
Začali jsme se točit v kruhu. Naši kámoši z Depeche Mode nebo Erasure, kteří byli u Mute Records, jeli s nahrávací společností fifty/fifty. Prodali miliony desek a jakmile byly pokryty náklady na nahrávání a videa, rozdělili si zisk s Mute na půl, zatímco my jsme dostávali mnohem nižší procento a ještě jsme z toho platili všechny náklady na nahrávání i turné. Proto jsou Depešáci všichni multimilionáři a my ne.“

## 1989–2005
Koncem 80. let, kdy OMD nevydávali žádné nové studiové desky, se jejich příjmová situace paradoxně začala lepšit, zejména díky vydanému Best Of albu.V roce 1989 však kapelu opustil Paul Humphreys spolu s dalšími členy Martinem Cooperem a Malcolmem Holmesem, kterým se nelíbil McCluskeyho úmysl směřovat OMD více do tanečního popu a založili kapelu The Listening Pool, jejíž hudba byla méně elektronická. Členové The Listening Pool museli z právních důvodů počkat, až McCluskeyho OMD vydají nové album, a teprve poté mohli začít vydávat vlastní hudbu. Jediné album The Listening Pool, Still Life, vydávají členové na vlastním labelu až v roce 1994 a komerčně vychází zcela naprázdno.
Osamocený McCluskey v 90. letech vydal pod hlavičkou OMD celkem tři desky. V roce 1991 vyšlo album Sugar Tax, které obsahovalo několik hitů a které znamenalo pro OMD v Británii komerční renesanci. Během 90. let však obliba synti-popu, i když zvukově aktualizovaného, uvadala. Na albu Universal z roku 1996 se McCluskey pokusil o stylovou fúzi s britpopem, nicméně deska byla komerčně méně úspěšná než předchozí dvě alba.
McCluskey brzy po jejím vydání činnost OMD ukončil s tím, že jeho hudba potřebuje jiného interpreta (doslova „messengera“). Tím se stala dívčí skupina Atomic Kitten, kterou McCluskey zformoval a podílel se na několika jejích singlech, například hitu „Whole Again“.

McCluskey v roce 2010 tuto dobu komentoval v pořadu BBC Breakfast takto:
„Jako interpret jsem s velkou nevolí opustil hudební průmysl, protože jsme na vrcholu indie rocku a britpopu naprosto vyšli z módy. Byl jsem dostatečně drzý a sebevědomý, abych si myslel, že pořád umím psát písně, a tak jsem dal dohromady Atomic Kitten. Svět uměle vyrobeného popu je hodně podivný. Spousta špíny, spousta podrazů...“
The Listening Pool v roce 1996 ukončila činnost a Humphreys následně (s dalšími hudebníky) vyráží na turné pod hlavičkou Paul Humphreys z OMD. Současně též založil elektronické duo OneTwo se svou tehdejší partnerkou, Claudií Brücken ze známé německé elektronické skupiny Propaganda. Duo vydalo jedno album a jedno EP a v roce 2013, kdy se její členové rozešli jako životní partneři, je rozpuštěno.

## 2005-dosud
Koncem prosince 2005 oznámily oficiální stránky kapely, že se skupina vrací v klasické osmdesátkové sestavě, tedy McCluskey/Humphreys/Holmes/Cooper. Za oživením kapely stála nejen poptávka německé televize, ale i rozvod McCluskeyho s jeho americkou manželkou. Obnovení OMD následně začali koncertovat a pracovat na novém materiálu. Na první turné vyrazili roku 2007 a následovaly ho dvě další úspěšná turné v roce 2008 a 2009. Nové řadové album History of Modern pak vyšlo 20. září 2010, následující album English Electric pak v dubnu 2013. V roce 2013 OMD opouští bubeník Malcolm Holmes, kterého při koncertu v Torontu postihla zástava srdce. V září 2017 byla vydána zatím poslední dlouhohrající deska, výrazně elektronické album The Punishment of Luxury, která dosáhla 4. místa v britské albové hitparádě, což představuje nejlepší umístění za posledních 26 let.

## Členové

### Současní členové
- Andy McCluskey – zpěv, baskytara, klávesy (1978–1996; 2005–současnost)
- Paul Humphreys – zpěv, klávesy (1979–1989; 2005–současnost)
- Martin Cooper – klávesy, saxofon (1980–1989; 2005–současnost)
- Stuart Kershaw – bicí (1993; 2015-současnost), klavír (2010)

### Bývalí členové
- Malcolm Holmes – bicí nástroje (1978–1989; 2005–2013)
- Dave Hughes – klávesy (1979–1980)
- Michael Douglas – klávesy (1980–1981)
- Neil Weir – žesťové nástroje, baskytara, klávesy (1984–1989)
- Graham Weir – kytara, žesťové nástorje, klávesy, autor (1984–1989)
- Abe Juckes – bicí (1991–1992)
- Lloyd Massett – klávesy (1991)
- Nigel Ipinson – klávesy (1991–1993)
- Phil Coxon – klávesy (1991–1993)
- Matthew Vaughan – baskytara, klávesy, kytara, klavír(1996)
- Jimmy Taylor – kytara (1996)
- Chuck Sabo – bicí nástroje (1996)

## Diskografie
Studiová alba
- Orchestral Manoeuvres in the Dark (1980)
- Organisation (1980)
- Architecture & Morality (1981)
- Dazzle Ships (1983)
- Junk Culture (1984)
- Crush (1985)
- The Pacific Age (1986)
- Sugar Tax (1991)
- Liberator (1993)
- Universal (1996)
- History of Modern (2010)
- English Electric (2013)
- The Punishment of Luxury (2017)
- Bauhaus Staircase (2023)